# オール野党
オール野党（オールやとう）とは、行政府の首長の所属政党（もしくは政治的位置）が議会の少数派であり、首長に反対する勢力が議会の多数を占めている状態のこと。一般的には日本の地方政府で表現される。

## 概要
首長の方針に反する勢力が議会の多数派であると、首長が提案する政策が議会で可決されにくくなり、議会運営がうまくいかない場合がある。また議会で首長不信任決議が可決されやすくなる。日本の地方政府は議会の中から行政府の首長を選出する間接選挙ではなく、地方有権者の中から行政府の首長を選出する直接選挙であるため、こういった現象が起こる可能性がある。
日本の国政では、大日本帝国憲法下では、内閣総理大臣など閣僚は天皇による任命であり、議会に制約されなかった。そのため、初期はオール野党状態がしばしば出現した。第2代首相の黒田清隆は、1889年（明治22年）2月12日、政府は「超然として政黨の外に立ち、至公至正の道に居らさる可らす」とするいわゆる超然主義を主張し、自ら議会内に与党を組織する気がなく、またオール野党となっても意に介さない態度を取った。しかし、政府予算の審議など、実務上超然主義は問題が多く、次第に議会を取り込む方向に転換していった。1947年（昭和22年）、日本国憲法が施行されると、首相は国会内の選挙で選ばれる為衆議院の多数派の合意がないと選出できないようになった。そのため、組閣において国会での多数派から任命されるようになり、首班指名選挙で支持した政党が野党に寝返るなど「少数与党」状態でのみこの状態が発生するレアケースとなった(羽田内閣が該当する)。
一方、地方とよばれる県政・市政において、議会の多数が保守系議員で占められることが多く、首長が革新政策を提言している場合にオール野党の構図になりやすい。また首長選挙で与野党相乗り候補が落選して他の候補が当選して首長に選出された場合もオール野党と呼ばれやすい。その他に、最近は議会への十分な説明を行わずに大胆な政策を推進しようする首長が議会と軋轢を起こした場合にもオール野党になることがある。

### オール野党と言われた現象
※は日本共産党も野党である議会
- 橋本大二郎 高知県知事と高知県議会
- 青島幸男 東京都知事と東京都議会※ [注 1]
- 大田正 徳島県知事と徳島県議会
- 田中康夫 長野県知事と長野県議会※[注 2]
- 小池百合子 東京都知事と東京都議会※[注 3]
- 矢野裕 狛江市長と狛江市議会
- 吉田万三 足立区長と足立区議会
- 河村たかし 名古屋市長と名古屋市議会※[注 4]
- 長尾淳三 東大阪市長と東大阪市議会
- 仲川げん 奈良市長と奈良市議会※
- 山下真 生駒市長と生駒市議会※
- 山下真  奈良県知事と奈良県議会※
- 竹山修身 堺市長と堺市議会※[注 5]
- 西端勝樹 守口市長と守口市議会※
- 竹原信一 阿久根市長と阿久根市議会※。
- 斎藤元彦 兵庫県知事と兵庫県議会※。